# Get Up (мини-альбом NewJeans)
Get Up — второй мини-альбом южнокорейской женской группы NewJeans, выпущенный на лейблах ADOR (дочернее предприятие Hybe Co.) и YG Plus (совместное предприятие Hybe Co. и YG Entertainment) 21 июля 2023 года, более чем через полгода после выхода предыдущего альбома OMG. Состоящий из шести треков, EP был спродюсирован давними соратниками Пак Чжин Су и 250, а также Фрэнки Скока, Катариной Столтенберг и Генриеттой Мотцфельдт.
Get Up был поддержан тремя синглами «Super Shy», «ETA» и «Cool with You», первый из которых был выпущен 7 июля 2023 года. На все шесть треков были сняты музыкальные видеоклипы, которые привлекли внимание сотрудничеством с различными брендами, включая IT-компанию Apple и медиа-франшизу The Powerpuff Girls, а также такими известными личностями, как южнокорейская актриса Хоён и гонконгский актёр Тони Люн. NewJeans продвигала EP с помощью всемирной маркетинговой кампании, разработанной совместно со Spotify, и многочисленных выступлений на южнокорейских музыкальных программах.
После выхода Get Up получил положительные отзывы музыкальных критиков. EP дебютировал на втором месте в южнокорейском чарте Circle Album Chart и был продан тиражом 1,65 млн копий за первую неделю после выхода, став третьим подряд альбомом группы, проданным тиражом более миллиона копий, и вторым самым продаваемым альбомом исполнительниц K-pop в первую неделю после выхода.

## Предыстория
В январе 2023 года Мин Хи Чжин из ADOR впервые сообщил в интервью южнокорейскому журналу Cine21, что NewJeans готовит новый альбом.

## Композиции
Get Up длится около 12 минут и состоит из шести треков. В написании и продюсировании EP приняли участие более десяти человек, включая участниц NewJeans Даниэль и Хаэрин, давних коллабораторов 250 и Пак Джин Су, датского автора песен Эрику де Касье и южнокорейского рэпера Beenzino. На этой пластинке NewJeans экспериментировали с различными типами танцевальной музыки, продолжая развивать жанры, впервые использованные в OMG. Ханни описал EP как представление «лета NewJeans», охватывающего диапазон эмоций и историй, вращающихся вокруг любви.

## Отзывы
| Оценки критиков | Оценки критиков |
| Источник        | Оценка          |
| --------------- | --------------- |
| AllMusic        | [ 8 ]           |
| IZM             | [ 9 ]           |
| NME             | [ 10 ]          |
| Pitchfork       | 7.6/10          |

В своей пятизвездочной рецензии в журнале NME Риан Дейли отметила шесть «безупречных» песен и написала, что Get Up послужил «божественным» вступлением ко второму году существования NewJeans, успешно утвердив их в качестве «группы, за которой нужно следить» на музыкальной сцене K-pop. Джошуа Минсу Ким из Pitchfork написал, что группа «передает экстаз самолюбования и влюбленности через живую танцевальную музыку», а их «бодрые, клубные поп-песни закрепляют за ними статус одной из самых интересных к-поп групп, работающих сегодня». Музыкальный критик Ким До Хон положительно отозвался о мини-альбоме, назвав его «ретро и в то же время передовым трендом». Музыкальный критик Ким Ён Дэ назвал Get Up «очень изысканным результатом упорного стремления к простоте и интуитивной утонченности», который «выходит за рамки жанров и культур».

## Коммерческий успех
По данным дистрибьютора EP, компании YG Plus, за день до релиза Get Up получил более 1,72 млн предварительных заказов, побив предыдущий рекорд NewJeans в 800 тыс. предварительных заказов на OMG. По данным Hanteo Chart, в первый день релиза EP было продано 1 194 623 экземпляра, что стало третьим подряд альбомом группы, проданным тиражом более миллиона копий. За первую неделю релиза Get Up был продан тиражом 1,65 млн копий, став вторым самым продаваемым альбомом женских исполнительниц K-pop в первую неделю после релиза. EP дебютировал на втором месте в чарте альбомов Circle в выпуске от 16—22 июля 2023 года, было продано 1 451 905 копий. Эксклюзивная версия Weverse дебютировала на четвёртом месте в том же чарте с 271 895 проданными копиями. Критики отметили, что функциональный дизайн EP, выполненный в форме сумки, способствовал его коммерческому успеху в Южной Корее.

## Список композиций
| №                   | Название            | Текст песни                                                           | Музыка                                  | Аранжировка               | Длительность |
| ------------------- | ------------------- | --------------------------------------------------------------------- | --------------------------------------- | ------------------------- | ------------ |
| 1.                  | «New Jeans»         | Gigi Erika de Casier Fine Glindvad Jensen Haerin                      | Park Jin-su Frankie Scoca Casier Jensen | Park Scoca                | 1:48         |
| 2.                  | «Super Shy»         | Gigi Kim Dong-hyun Casier Kristine Bogan Danielle                     | Scoca Casier Bogan                      | Scoca                     | 2:34         |
| 3.                  | «ETA»               | Lim Sung-bin Gigi Ylva Dimberg                                        | 250 Dimberg                             | 250                       | 2:31         |
| 4.                  | «Cool with You»     | Gigi Kim Casier Jensen Danielle                                       | Park Scoca Casier Jensen                | Park Scoca                | 2:27         |
| 5.                  | «Get Up»            | Freekind                                                              | 250 Freekind                            | 250                       | 0:36         |
| 6.                  | «ASAP»              | Gigi Casier Jensen Catharina Stoltenberg Henriette Motzfeldt Danielle | 250 Stoltenberg Motzfeldt Casier Jensen | 250 Stoltenberg Motzfeldt | 2:14         |
| Общая длительность: | Общая длительность: | Общая длительность:                                                   | Общая длительность:                     | Общая длительность:       | 12:10        |

## Чарты
| Чарт (2023)                          | Высшая позиция |
| ------------------------------------ | -------------- |
| Австрия (Ö3 Austria)                 | 7              |
| Бельгия/Фландрия (Ultratop)          | 7              |
| Бельгия/Валлония (Ultratop)          | 18             |
| Канада (Canadian Albums Chart)       | 4              |
| Нидерланды (Album Top 100)           | 32             |
| Франция (SNEP)                       | 5              |
| Германия (Offizielle Top 100)        | 10             |
| Ирландия (IRMA)                      | 19             |
| Япония (Oricon)                      | 4              |
| Япония (Combined Albums, Oricon)     | 3              |
| Япония (Hot Albums, Billboard Japan) | 4              |
| Литва (AGATA)                        | 14             |
| Новая Зеландия (RMNZ)                | 3              |
| Шотландия (Scottish Albums Chart)    | 3              |
| Республика Корея (Circle)            | 2              |
| Испания (PROMUSICAE)                 | 36             |
| Швейцария (Schweizer Hitparade)      | 8              |
| Великобритания (UK Albums Chart)     | 15             |
| США (Billboard 200)                  | 1              |
| США (Billboard World Albums)         | 1              |

## Сертификации
| Регион                                                      | Сертификация | Продажи    |
| ----------------------------------------------------------- | ------------ | ---------- |
| Республика Корея (KMCA)                                     | Миллионный   | 1 000 000^ |
| Республика Корея (KMCA) · Weverse Albums version            | Платиновый   | 250 000^   |
| ^ Данные о тиражах приведены только на основе сертификации. |              |            |